# Geirun Tino

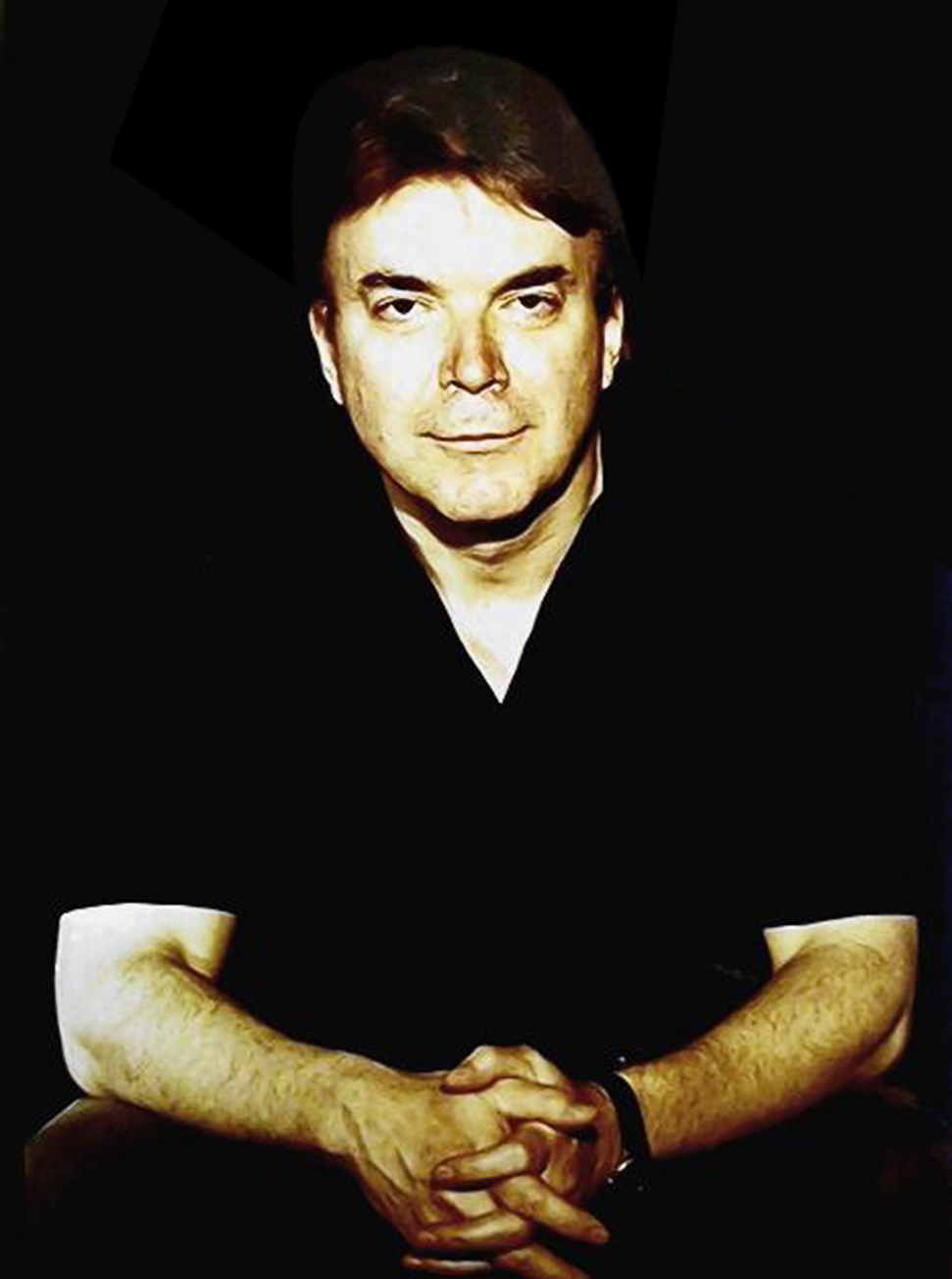
Geirun Tino

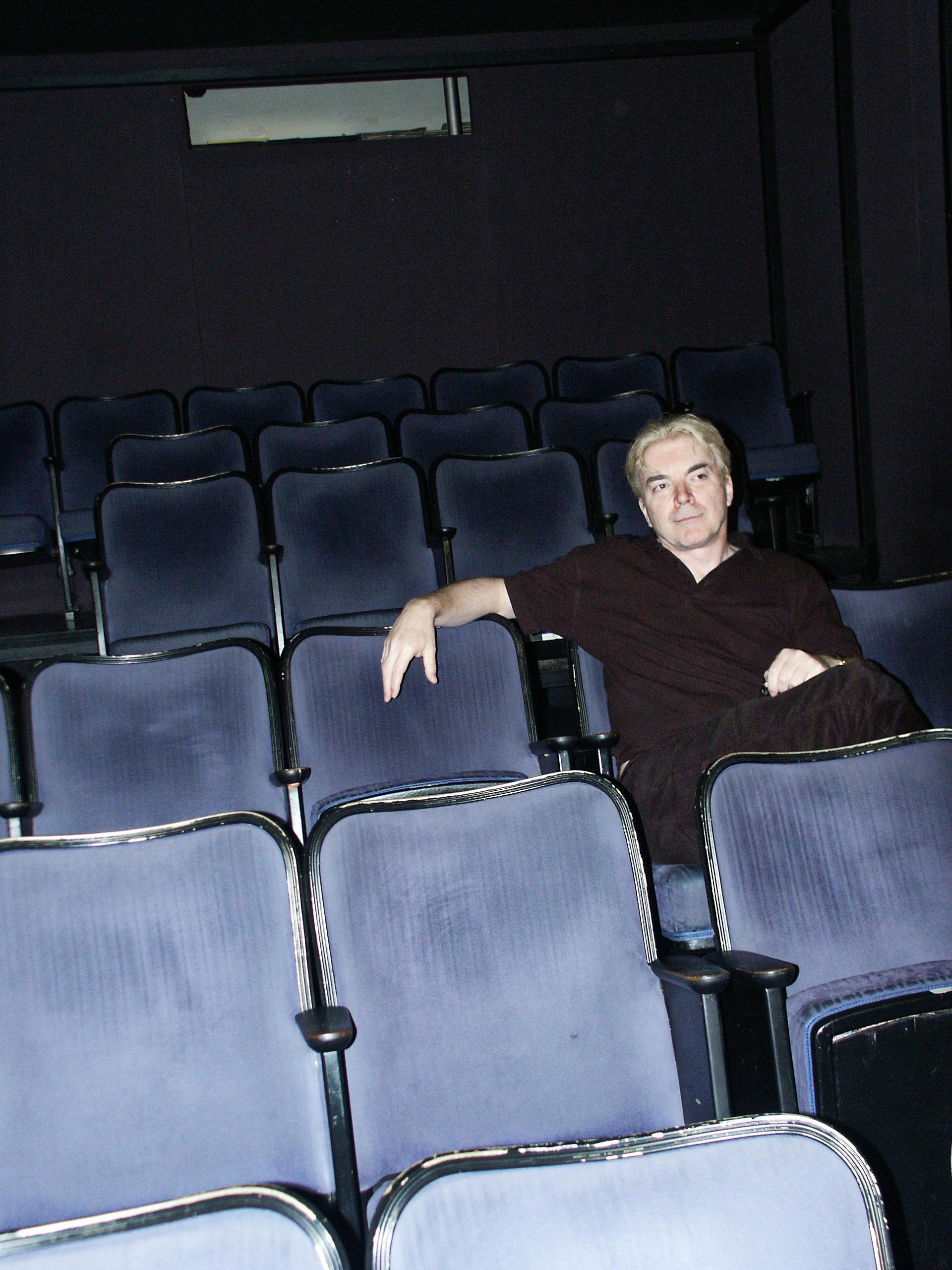
Geirun Tino im Saal des Pygmalion Theater Wien

Geirun Tino (* 19. November 1950 in Brăila, Rumänien) ist ein österreichischer Theaterintendant, Regisseur, Schauspieler, Dramaturg und Übersetzer.

## Leben
Geirun Tino studierte an der Akademie für Theater und Film in Bukarest, Rumänien, und diplomierte 1974 zum Theaterregisseur.
Geirun Tino brachte zwischen 1974 und 1985 über 30 Inszenierungen in  Stadttheatern Rumäniens – vorwiegend in Bukarest – auf die Bühne, hauptsächlich klassische Autoren wie William Shakespeare, Anton Tschechow, Henrik Ibsen, aber auch Ion Luca Caragiale, Albert Camus, Jos Vandeloo, E. Schwarz, T. Popescu, Radu F. Alexandru, Ruzzante, Marin Sorescu, Ştefan Oprea, Michel de Ghelderode u. a. Mehrere Aufführungen wurden staatlich ausgezeichnet (die Inszenierung von Pourquoi dors-tu ma chère des belgischen Autors Jos Vandeloo erhielt den Preis als „Beste Europäische Inszenierung dieses Stückes“ 1982). Sechs Inszenierungen wurden politisch verboten.
Von 1982 bis 1984 hatte er die künstlerische Leitung des Stadttheaters Bacau inne.
1985 erhielt er Arbeitsverbot in Rumänien und flüchtete nach Österreich.
Im Jahr 1989 gründete er die Schauspielschule Pygmalion in Wien. Seither unterrichtet er Regie und Schauspiel.
1995 gründete er das Pygmalion Theater Wien auf der Alser Straße im 8. Wiener Gemeindebezirk Josefstadt.
In den Jahren 1998 bis 2000 übernahm Geirun Tino eine Dozenz für Regie an der Athanor Akademie für Darstellende Kunst Burghausen.
Von 1998 bis 2008 war er künstlerischer Berater der Wiener Bezirksfestwochen für den Balkan.
2003 initiierte und leitete er das Festival „Die Tage der österreichischen Dramatik“ in Bukarest.
Seit 2010 ist er Übersetzer und Vertreter für Rumänien beim Wiener Thomas Sessler Verlag.
Er inszenierte  u. a. am Pygmalion Theater Wien, am Theater „Nottara“ Bukarest, am Theater „Fani Tardini“ Galați und am Theaterschiff am Mäuseturm Hamburg.

## Auszeichnungen
- 1989: Ehrenmedaille „500 Jahre rumänisches Theater“ für sein theatralisches Schaffen
- 2003: Erster Preis beim Internationalen Theaterfestival in Rosario, Argentinien, für die Inszenierung des Stückes Das Schloss von Franz Kafka
- 2004: Erster Preis beim Internationalen Theaterfestival in Alexandria, Ägypten, für die Inszenierung des Stückes Das Schloss von Franz Kafka
- 2005: Verleihung der Wiener Auszeichnung „Signum Pulchrarum Artium“ für außergewöhnliche Leistungen im Kunstbereich
- 2012: Verleihung des Goldenen Ehrenzeichens für Verdienste um das Land Wien für Kunst und Kultur[2]

## Inszenierungen (Auszug, alphabetisch)
- Amerika von Franz Kafka
- Auf hoher See von Sławomir Mrożek
- Aufzeichnungen eines Wahnsinnigen von Nikolai Gogol
- Begegnung mit Seltsam von Peter Bielesz
- Das Missverständnis von Albert Camus
- Das Satansspiel vom göttlichen Marquis von Albert Drach
- Das Schloss von Franz Kafka
- Der Marilyn Monroe Prozess von Roland Baumgartner
- Der Prozess von Franz Kafka
- Der Spieler von Fjodor Dostojewski
- Der Tiger von Murray Schisgal
- Die Gaunerin von Mircea M. Ionescu
- Die Insel von Athol Fugard
- Die Irre von Chaillot von Jean Giraudoux
- Die Legende vom heiligen Trinker von Josef Roth
- Die Leiden des jungen Werthers von Johann Wolfgang von Goethe
- Die Macht der Gewohnheit von Thomas Bernhard
- Die Schachnovelle von Stefan Zweig
- Die Suffragetten von Geirun Tino
- Die Unterrichtsstunde von Eugène Ionesco
- Die Verfolgung und Ermordung Jean Paul Marats dargestellt durch die Schauspielgruppe des Hospizes zu Charenton unter Anleitung des Herrn de Sade von Peter Weiss
- Die Verwandlung von Franz Kafka
- Die Waffen nieder! von Bertha von Suttner
- Ein Bericht für eine Akademie von Franz Kafka
- Ein Gespräch im Hause Stein über den abwesenden Herrn von Goethe von Peter Hacks
- Fräulein Julie von August Strindberg
- Geschlossene Gesellschaft von Jean-Paul Sartre
- Hundertwasser! The Play of Songs von Roland Baumgartner
- Im Spiegel von Radu F. Alexandru
- Lola Blau von Georg Kreisler
- Puff von Gabriel Barylli
- Sisi. Die Seele einer Kaiserin von Roland Baumgartner
- Striptease von Sławomir Mrożek
- Vierundzwanzig Stunden aus dem Leben einer Frau von Stefan Zweig
- Woyzeck von Georg Büchner

## Dramatisierungen
- Amerika von Franz Kafka
- Das Schloss von Franz Kafka
- Der Prozess von Franz Kafka
- Die Legende vom heiligen Trinker von Josef Roth
- Die Schachnovelle von Stefan Zweig
- Die Verwandlung von Franz Kafka
- Ein Bericht für eine Akademie von Franz Kafka
- In der Strafkolonie von Franz Kafka
- Vierundzwanzig Stunden aus dem Leben einer Frau von Stefan Zweig

## Übersetzungen

### Übersetzungen ins Rumänische
- Die Macht der Gewohnheit („Puterea obisnuintei“) von Thomas Bernhard
- Die Strafkolonie („Colonia penitenciară“) von Franz Kafka
- Puff („Bordel“) von Gabriel Barylli
- Reigen („Hora iubirilor“) von Arthur Schnitzler
- Tod und Teufel („Diavolul și moartea“) von Peter Turrini

### Übersetzungen ins Deutsche
- Die Gaunerin („Puşlamaua de la etajul 13“) von Mircea M. Ionescu